# Allomycterus pilatus
O baiacu-de-espinho-de-águas-profundas (Allomycterus pilatus) é um peixe da família Diodontidae, e único membro do gênero monotípico Allomycterus.
É encontrado no oceano Pacífico, no sul da Austrália, centro e norte da Nova Zelândia e no Mar da Tasmânia, em profundidades de 40 a 270 m em áreas fora da plataforma continental. A espécie atinge 50 cm de comprimento total e é facilmente enredada em redes devido aos seus espinhos e à capacidade de inflar o corpo.